# 205 Pułk Piechoty (1939)
205 pułk piechoty (205 pp) – rezerwowy oddział piechoty Wojska Polskiego.

## Organizacja i formowanie
Latem 1938 roku podjęto decyzję o przygotowaniu mobilizacji dwóch dowództw pułków piechoty (z plutonami specjalnymi, bez plutonów artylerii piechoty) dla wileńskich baonów marszowych. Jako jednostki mobilizujące wyznaczono 6 pułk piechoty Legionów w Wilnie i 77 pułk piechoty w Lidzie. Oba dowództwa pułków piechoty miały być wprowadzone do planu mobilizacyjnego „W” w 1939 roku. Na podstawie prowadzonych prac koncepcyjnych w Sztabie Głównym WP, w ramach rozbudowy Sił Zbrojnych II RP o nowe związki taktyczne, podjęto decyzję utworzeniu nowej dywizji piechoty w oparciu o bataliony marszowe typu specjalnego przewidziane dla Obozu Warownego „Wilno”(tak zwane bataliony specjalne wileńskie) oraz przez bataliony „Krasne”, „Budsław” i „Iwieniec” Korpusu Ochrony Pogranicza. Z zasobów tych zaplanowano i przygotowano rozwinięcie nowej 35 Dywizji Piechoty Rezerwowej. Opracowanie dotyczące jej mobilizacji weszło w życie 28 lipca 1939. 
Wspomniana wyżej decyzja była realizacją planu Sztabu Głównego utworzenia wielkiej jednostki piechoty w oparciu o istniejące z planie „W” baony marszowe typu specjalnego, przewidziane jako załoga dla Obszaru Warownego „Wilno”. Tzw. baony specjalne wileńskie miały zostać przekształcone w rezerwową 43 Dywizję Piechoty, jednak przygotowanie mobilizacji tej dywizji przewidywano dopiero na rok 1940.

## 205 pp w kampanii wrześniowej

### Mobilizacja
W związku z tymi pracami w ramach I rzutu mobilizacji powszechnej, zmobilizowano:
Przez 6 pułku piechoty Legionów w Wilnie, w czasie do 4 dnia mobilizacji:
- dowództwo 205 pułku piechoty, organa kwatermistrzowskie jednostek pozabatalionowych,
- kompanie: gospodarczą, zwiadowców, przeciwpancerną typ II,
- plutony: łączności, pionierów, przeciwgazowy,
- batalion marszowy typ specjalny nr 3[6].

Przez 5 pułk piechoty Legionów w Wilnie, w czasie do 4 dnia mobilizacji:
- batalion marszowy typ specjalny nr 2[7] .

Przez 1 pułk piechoty Legionów w Wilnie, w czasie do 3 dnia mobilizacji:
- batalion marszowy typ specjalny nr 1[8].

Po zmobilizowaniu pułkowych pododdziałów specjalnych i na bazie wileńskich batalionów marszowych typ specjalnych nr 1, 2 i 3 sformowano odpowiednio: I, II i III bataliony piechoty 205 pułku piechoty rez. Nie mieszczące się w etacie każdego z tych batalionów kompanie strzeleckie i kompanie km i br. tow. przekazano do dyspozycji dowódcy OK nr III z przeznaczeniem dla OWar. „Wilno” i OWar. „Grodno”. Od 7 września pozostałe kompanie z batalionów marszowych typ spec. nr 1, 2 i 3 dały podstawę do sformowania improwizowanego III batalionu 1 pułku piechoty OW Grodno. Drugie kompanie km i br. tow. z 1 i 2 batalionów marszowych typ spec weszły w skład 3 pułku piechoty OW Grodno.
Zmobilizowany pułk składał się z głównie żołnierzy rezerwy. Oficerowie służby stałej dowodzili pułkiem, batalionami i w większości kompaniami. Dowódcy plutonów tylko oficerowie rezerwy, podoficerowie rezerwy stanowili 95% stanu podoficerów. Szeregowi wywodzili się z Wileńszczyzny i Nowogródzkiego, na ogół słabo przeszkoleni. Uzbrojenie batalionu dobre zgodnie z etatami, w kompaniach km i br. tow., stare, częściowo zużyte Maximy wz.1908. Nowe ckm wz.30 pułk otrzymał we Lwowie po 17 września. Pułk nie otrzymał hełmów oraz kb ppanc. wz. 35. Armaty ppanc. wz.1936 nowe. Mniejszości narodowe, to 30% stanu osobowego. Czynności mobilizacyjne po zapoczątkowaniu prowadzono w pobliżu Wilna, dowództwo pułku i pododdziały pułkowe mobilizowano w Jerozolimce, I batalion w Werkach. 6 września 205 pp został zaprzysiężony.

### Działania bojowe
Po zmobilizowaniu 205 pp załadowany w transporty kolejowe i przewieziony z Wilna do Białegostoku, gdzie nastąpił wyładunek pułku, z wyjątkiem III batalionu. Transport III batalionu omyłkowo przejechał stację wyładowczą i poprzez Siedlce został dowieziony do Mińska Mazowieckiego, gdzie wieczorem 8 września wyładował się. 7 września po wyładunku 205 pp (bez III batalionu) stanął na postoju poza miastem. W sztabie Naczelnego Wodza podjęto decyzję o przewiezieniu 35 DP rez. w rejon Lwowa. 8/9 września nocą wyruszył 205 pp w kierunku Bielska Podlaskiego z kompanią zwiadowczą jako strażą przednią. 9 września sukcesywnie wyruszył na stację załadowczą w Bielsku. 10 września jako pierwsze załadowały się pododdziały pułkowe i dowództwo pułku o godz.10.00 wyjechały w kierunku Lwowa. W czasie marszu w rejonie wsi Niewodnica pod Białymstokiem I batalion został zbombardowany przez lotnictwo niemieckie, poniósł ciężkie straty 4 poległych i 80 rannych, których odwieziono do szpitali w Białymstoku. Batalion I/205 pp 10 i 11 września osłaniał rejon załadowczy 35 DP rez. pod Bielskiem na szosie od strony Łomży. Kompania zwiadu 205 pp rozpoznawała w kierunku na Brańsk. Kompania dotarła na odległość 15 km od Wysokiego Mazowieckiego, po czym powróciła do Bielska i w walce z niemieckim podjazdem pancerno-motorowym ładując się pod ostrzałem niemieckim odjechała jako ostatni pododdział z Bielska. Transportami kolejowymi do Lwowa 12 września dotarł batalion II/205 pp, 13 września dojechały pododdziały pułkowe i dowództwo pułku. 11 września po południu załadowany został do transportu I/205 pp i odjechał w kierunku Lwowa. Trasa jazdy była nieustannie zmieniana z Czeremchy do Kowla z uwagi na zatory i uszkodzenia torów, ponownie cofnięty do Czeremchy. Skąd poprzez Wołkowysk, Baranowicze, Łunieniec dotarł 17 września do Równego. Był wielokrotnie bombardowany każdego dnia, utracił tylko jednego żołnierza. Kontynuował podróż, jednak w trakcie jazdy transportem kolejowym pomiędzy Równem, a Zdołbunowem został okrążony w transporcie, przez czołgi sowieckie. Nie stawiając oporu skapitulował i w całości dostał się do sowieckiej niewoli. Niewielkiej części żołnierzy udało się z niej zbiec.    

#### Walki w obronie Lwowa
Transport z II batalionem, a potem z dowództwem pułku i pododdziałami pułkowymi jechał trasą przez Brześć nad Bugiem, Werbę, Włodzimierz Wołyński. II batalion 12 września wyładował się w Dublanach i jeszcze tego samego dnia skierowany został na linię walk we Lwowie. Rozdzielony kompaniami na odcinki obrony. 6 kompania strzelecka użyta na kierunku ul. Gródeckiej na pododcinku ppłk. Janowskiego, 12 września organizowała obronę remizy tramwajowej, 13 września walczyła wzdłuż ul. 29-listopada, Gipsowej i Zadworzańskiej z niemieckimi patrolami i dywersją ukraińską 14 września wysunięty pluton został zniszczony w walce z oddziałem niemieckim. 4 kompania strzelecka 13-14 września walczyła na cmentarzu Janowskim, następnie na Górze Stracenia, wchodziła w skład odcinka ppłk. Brzezińskiego. 5 kompania strzelecka walczyła na odcinku południowym ppłk. Mrozka w rejonie Parku Towarzystwa Ruch na Wulce. 2 kompania ckm ul. Borkowskich. Przez pierwsze dni batalion nie miał łączności z dowództwem macierzystej dywizji. Ze względu, że dowództwo pułku nie miało podległych sobie żadnych batalionów. dowódca dywizji płk dypl. Jarosław Szafran rozkazał ppłk Piotrowi Parfinowiczowi przygotowanie natarcia na wzgórza w rejonie Zboisk i Hołoska Wielkiego. Pododdziały pułkowe w części stacjonowały w rejonie Ossolineum, a w części w Majerówce. W nocy 17/18 września do Lwowa dotarła kompania zwiadu 205 pp. Od 19 września dowódca 35 DP rez. dokonał reorganizacji swojej dywizji. Dowódcy 205 pp oprócz własnego batalionu II/205 pp, podporządkowano bataliony II/207 pułku piechoty i III/207 pp (którego dowództwo pułku, nie dotarło do Lwowa). 19 września o godz. 14.00 zgrupowanie 35 DP rez. pod dowództwem dowódcy piechoty dywizyjnej płk dypl. Lucjana Janiszewskiego wykonało natarcie celem zdobycia Zboisk, wzg. 324, dalej wzg. 325 i lasu na północ od sanatorium. Natarcie wyszło z okolic szosy żółkiewskiej z rejonu Lwów-Zniesienie. Natarcie miał prowadzić 205 pp (bez batalionu) i 206 pułk piechoty. Kompanie zwiadu 205 pp i 206 pp osłaniały natarcie na jego prawym skrzydle. W pierwszym rzucie 205 pp nacierały oba bataliony 207 pp, głównym celem natarcia pułku było wzg. 324 i Hołosko Wielkie. Przy silnym wsparciu artylerii natarcie zgrupowania uderzeniowego do godz. 19.00 zdobyło Zboiska, cmentarz w Hołosku Wielkim blisko cegielni Schleichera. Rano 20 września natarcie zostało zatrzymane kontratakiem oddziałów niemieckiej 1 Dywizji Górskiej wspartej czołgami. Oddziały okopały się. W godzinach południowych zgrupowanie 35 DP rez. wycofano na pozycje wyjściowe natarcia. 21 września dokonano reorganizacji sił 35 DP rez. na odcinku zachodnim. Odcinek obrony „Wulecki” obsadził batalion II/205 pp, jako odwód odcinka zachodniego wydzielono dowództwo i pododdziały pułkowe 205 pp z podporządkowanymi mu dwoma batalionami 207 pp. Tego dnia dokończono przezbrojenie kompanii ckm w nowe ckm wz.30. 21 września na odcinku zachodnim stan pułku, to dowództwo, pododdziały pułkowe 15 oficerów i 310 szeregowych, II batalion 205 pp mjr Franciszka Krausa 16 oficerów i 448 szeregowych (+ 5 kompania por. Korendo, na odcinku południowym i stanem 4 oficerów i 236 szeregowych). 22 września na rozkaz dowództwa obrony Lwowa, nastąpiła kapitulacja załogi przed podchodzącymi od 19 września wojskami sowieckimi, wojska niemieckie w międzyczasie wycofały się. 205 pp stanowiący załogę Lwowa poszedł do niewoli sowieckiej.       

#### Batalion III/205 pp
III batalion pod dowództwem kpt. Jana Żmudzińskiego po wyładowaniu z transportu kolejowego na stacji w Miłosnej i przeszedł na postój do lasów rembertowskich. Od 12 września wraz z rezerwowym 103 batalionem strzelców mjr. Stanisława Hankiewicza został podporządkowany dowódcy Wołyńskiej Brygady Kawalerii, ubezpieczał jej postój z kierunku Mińska Mazowieckiego zajmując pozycje na wschodnim skraju lasu zastowskiego (na zachód od Starej Miłosnej). 13 września o godz.5.00 wyruszył batalion szosą na Dębe Wielkie, z zadaniem wykonani natarcia na Mińsk Mazowiecki. Ze względu na marsz po złych drogach, zatłoczenie dróg taborami wojskowymi i uchodźcami cywilnymi do akcji weszły o godz. 12.00. Opóźnione bataliony III/205 pułku piechoty i 103 rezerwowy batalion strzelców, wsparte ogniem 15 baterii artylerii konnej. Natarcie doprowadziło do zajęcia wsi Choszczówka o godz.13.00. Dalsze natarcie doprowadziło do wyparcia obrony niemieckiej, za tor kolejowy wzdłuż zachodniego skraju Mińska Maz., natarcie obu batalionów zostało zatrzymane silnym ogniem broni maszynowej. O godz.15.00 na Choszczówkę wyszedł niemiecki kontratak, który pomimo wsparcia obu batalionów przez baterię 3/2 dywizjonu artylerii konnej i 15 bak, nieprzyjaciel odbił miejscowość. Batalion poniósł wysokie straty szczególnie w kompaniach strzeleckich, w poległych, rannych i zaginionych. Posiadane ckm Maxim wz. 1908 zacinały się i psuły w trakcie walk, nie dały należytego wsparcia w walce. Batalion wycofał się pod osłoną zmroku. Nocą 13/14 września batalion III/205 pp wycofał się do Warszawy. Od 14 września wszedł w skład Odcinka Wschód gen. bryg. Juliusza Zulaufa Dowództwa Obrony Warszawy. 14 września został włączony w skład zgrupowania 26 pułku piechoty ppłk dypl. Franciszka Węgrzyna, na pododcinku „Utrata” jako odwód dowódcy zgrupowania przy ul. Brukowej. Batalion bronił Utraty na warszawskiej Pradze, do dnia kapitulacji stolicy w dniu 28 września.  

## Organizacja wojenna i obsada personalna 205 pp
| Stanowisko etatowe                                                                            | Stopień, imię i nazwisko                                                                      | Uwagi                                                                                         |
| dowództwo pułku, organa kwatermistrzowskie jednostek pozabatalionowych i kompania gospodarcza | dowództwo pułku, organa kwatermistrzowskie jednostek pozabatalionowych i kompania gospodarcza | dowództwo pułku, organa kwatermistrzowskie jednostek pozabatalionowych i kompania gospodarcza |
| --------------------------------------------------------------------------------------------- | --------------------------------------------------------------------------------------------- | --------------------------------------------------------------------------------------------- |
| dowódca pułku                                                                                 | ppłk piech. Piotr Parfianowicz                                                                | † 1940 Charków                                                                                |
| I baon                                                                                        |                                                                                               |                                                                                               |
| dowódca baonu                                                                                 | kpt. Zenon Wincenty Jarosz                                                                    |                                                                                               |
| dowódca 1 kompanii strzeleckiej                                                               |                                                                                               |                                                                                               |
| dowódca 2 kompanii strzeleckiej                                                               |                                                                                               |                                                                                               |
| dowódca 3 kompanii strzeleckiej                                                               | ppor. Wacław Kuczuk                                                                           |                                                                                               |
| dowódca 1 kompanii km                                                                         | kpt. Jan Daniuszewicz                                                                         |                                                                                               |
| II baon                                                                                       |                                                                                               |                                                                                               |
| dowódca baonu                                                                                 | mjr piech. Franciszek Kraus                                                                   | † 1940 Charków                                                                                |
| dowódca 4 kompanii strzeleckiej                                                               | ppor. Jerzy Aleksander Kliks                                                                  | † 1940 Charków                                                                                |
| dowódca 5 kompanii strzeleckiej                                                               | por. Stanisław Korendo                                                                        |                                                                                               |
| dowódca 6 kompanii strzeleckiej                                                               | por. Jan Zdzisław Majewski                                                                    |                                                                                               |
| dowódca 2 kompanii km                                                                         | ppor. Stanisław Mazoń                                                                         |                                                                                               |
| III baon                                                                                      |                                                                                               |                                                                                               |
| dowódca baonu                                                                                 | kpt. piech. Jan Żmudziński                                                                    |                                                                                               |
| adiutant                                                                                      | ppor. rez. Edward Krojeberg                                                                   |                                                                                               |
| dowódca 7 kompanii strzeleckiej                                                               | por. Władysław Szemieto                                                                       | †13 IX 1939 Mińsk Maz.                                                                        |
| dowódca I plutonu                                                                             | por. rez. Kazimierz Błażewicz                                                                 | od 13 IX dowódca kompanii                                                                     |
| dowódca II plutonu                                                                            | ppor. rez. Jerzy Mirecki                                                                      |                                                                                               |
| dowódca 8 kompanii strzeleckiej                                                               | por. Jan Jurkowski                                                                            |                                                                                               |
| dowódca I plutonu                                                                             | ppor. rez. Wacław Klincewicz                                                                  |                                                                                               |
| dowódca 9 kompanii strzeleckiej                                                               | ppor. Zygmunt Stanisław Miszczyk                                                              |                                                                                               |
| dowódca plutonu                                                                               | ppor. rez. Tadeusz Jan Remuszko                                                               |                                                                                               |
| dowódca 3 kompanii km                                                                         | ppor. Henryk Wiktor Arcimowicz                                                                |                                                                                               |
| dowódca plutonu                                                                               | ppor. Stanisław Henryk Buczek                                                                 |                                                                                               |
| pododdziały specjalne                                                                         |                                                                                               |                                                                                               |
| dowódca kompanii zwiadowczej                                                                  | por. Edward Michalak                                                                          |                                                                                               |
| dowódca kompanii przeciwpancernej typ II                                                      |                                                                                               |                                                                                               |
| dowódca plutonu łączności                                                                     |                                                                                               |                                                                                               |
| dowódca plutonu pionierów                                                                     |                                                                                               |                                                                                               |
| dowódca plutonu przeciwgazowego                                                               | ppor. Zygmunt Zalewski                                                                        |                                                                                               |